# Lazhari Labter
Lazhari Labter (لزهاري لبتر), né le 8 janvier 1952 à Laghouat, est un journaliste, poète et éditeur algérien qui vit et travaille à Alger.

## Biographie
Ancien journaliste, licencié en lettres françaises, Lazhari Labter a travaillé dans plusieurs journaux de 1976 à 2000 avant de se lancer en 2001 dans l'édition. Il a été directeur des éditions Anep de 2001 à 2005 et directeur des éditions Alpha de 2005 à 2008,. Il a fondé les éditions Lazhari Labter en 2005, sa propre maison d'édition où il a publié, en français et en arabe, une soixantaine d'ouvrages, jusqu'en 2015, date de la fermeture de la maison.
De 1996 à 2000, il a été Coordinateur chargé des projets médias du Centre d'Alger pour le Maghreb de la Fédération internationale des journalistes (FIJ). Il a été membre fondateur du Syndicat national des journalistes (SNJ) et membre de son bureau exécutif. Il a été membre fondateur du Conseil supérieur de l’éthique et de la déontologie des journalistes algériens (CSED) dont il a assuré la vice-présidence.
En tant qu'éditeur, il a participé à la création du Syndicat professionnel du livre (SPL) dont il a été membre actif du bureau exécutif avant d'en assumer la présidence,.
Lazhari Labter est spécialiste de la bande dessinée algérienne à laquelle il a consacré trois ouvrages — devenus des références en la matière — intitulés Panorama de la bande dessinée algérienne 1969-2009 publié dans sa propre maison d’édition en 2009, et M'Quidèch 1969-2019 - Une revue, une équipe, une école, Éditions Barzakh, Alger, 2019 et Dictionnaire algérien illustré de la bande dessinée et du dessin de presse 1962-2022, Crom Éditions, Alger, 2023.
Lazhari Labter collabore au magazine d'art et de culture en ligne souffleinedit.com fondé, en janvier 2021, par Rami Jamoussi, Raby Jamoussi et leur mère la poétesse Monia Boulila, dans la rubrique « Poètes sur tous les fronts » où il présente des poètes algériens arabophones et francophones.
Le 20 novembre 2022, il a été arrêté par la police à Alger, sans que le motif de cette arrestation soit connu,. L' Association nationale « Beit Ehi'r al-Djaza¨ri ».  La Maison de la poésie algérienne, dont il est membre du bureau national et du bureau d'Alger, a demandé que les raisons de cette interpellation soient révélées. Il a été finalement libéré le 29 novembre. Les raisons de sa détention demeurent toujours inconnues.

## Ouvrages
- Novembre mon amour, poésie, Alger, 1978.
- Florilège pour Yasmina, poésie, Alger, 1981.
- Journalistes algériens, entre le bâillon et les balles, témoignage, Éditions l'Harmattan, Paris, 1995.
- Yasmina ou les sept pierres de mon collier d’amour, poésie, Éditions Barzakh, Alger, 2001.
- Retour à Laghouat mille ans après Beni Hilel, Éditions El Ikhtilef, Alger, 2002.
- Retour à Laghouat mille ans après Beni Hilel  (2e édition) Éditions El Ikhtilef, Alger, 2002.
- Retour à Laghouat mille ans après Béni Hilel (version arabe), Coédition El Ikhtilef-Dar El Farabi, Alger, 2002.
- Le pied d’ébène de Bilkis sur le pavé de cristal, poésie, Éditions El Ikhtilef, Alger, 2005.
- Journalistes algériens 1988-1998 – Chronique des années d’espoir et de terreur, Chiheb éditions, Alger, 2005.
- Malika Mokeddem, à part, entière (Avec Malika Mokeddem), Éditions Sedia, Alger, 2007.
- La cuillère et autres petits riens  (2e édition 2011), Lazhari Labter éditions, Alger, 2009.
- La cuillère et autres petits riens (préface de Yasmina Khadra), éditions Zellige, Paris, 2010.
- Panorama de la bande dessinée algérienne 1969-2009, Lazhari Labter Éditions, Alger, 2009.
- Kalimagier (avec Nadia Roman et Marie Mahler), Lazhari Labter Éditions, Alger, 2009 – Éditions du Ricochet, France, 2010.
- Essentiel Désir – Diwan al ‘Ishq oua al-Gharaml, Hibr édition, Alger, 2013.
- Murmures dans (l’é) feuillage(s), (inédit), 2016.
- Hiziya Princesse d'amour des Ziban, roman, El Ibriz Éditions, Alger, 2017.
- Hiziya mon amour, collectif, sous la direction de Lazhari Labter, Hibr Édition, Alger, 2018.
- Journalistes algériens 1988-1998 – Chronique des années d’espoir et de terreur, 2e édition revue et augmentée, Chihab Éditions, Alger, 2018.
- Oasis, images d’hier, regards d’aujourd’hui, collectif, sous la direction de Lazhari Labter, Chihab Éditions, Alger, 2018.
- Laghouat la ville assassinée ou le Point de vue de Fromentin (préface Dahou Djerbal), Hibr Édition, Alger, 2018.
- La Cuillère et autres petits riens (édition  revue et augmentée), Hibr Édition, Alger, 2019.
- M'Quidèch 1969-2019 - Une revue, une équipe, une école, Éditions Barzakh, Alger, 2019.
- Laghouat vue par des chroniqueurs, écrivains, peintres, voyageurs, explorateurs et conquérants, à compte d’auteur, Alger, 2021.
- Abdallah Ben Kerriou ou la quête de l’impossible amour, anthologie poétique bilingue arabe-français, préface d’Abdelhamid Bourayou, Edif 2000, Alger, 2021.
- La Cuillère et autres petits riens, traduction du français à l’arabe par Boudaoud Amier, Alger, 2022.
- Dictionnaire algérien illustré de la bande dessinée et du dessin de presse 1962-2022, Crom Éditions, Alger, 2023.
- Anna Gréki ou l'amour avec la rage au cœur, Koukou éditions, Alger, octobre 2024.
- Textes dans ouvrages collectifs
- Octobre, ils parlent, ouvrage conçu et dirigé par Sid Ahmed Semiane, éditions Le Matin, Alger, 1998, « Notre plus belle conquête », entretien, pages 216-224.
- 12X12, Poésie contemporaine des deux rives, revue annuelle de poésie n° 1, éditions 12X12 et Autre Sud, Alger-Marseille, 2003 ; pages 58-64.
- Des nouvelles d’Algérie 1974-2004, sélectionnées et présentées par Christiane Chaulet Achour, éditions Métailié, collection suites, Paris, 2005, pages 207-210.
- Ma mère, textes inédits recueillis par Leïla Sebbar, préface de Sophie Besis, éditions Chèvre-Feuille étoilée, Montpellier, 2008, pages 245-253.
- Anthologie « cbeta rota » 2008, Bulgarie, pages 86-92.
- Algéries 50, ouvrage dirigé par Yahia Belaskri et Elisabeth Lesne, Magellan et Cie, Paris, 2012, pages 93-103.
- Histoires minuscules des révolutions arabes, sous la direction de Wassyla Tamzali, éditions Chèvre-Feuille étoilée, Montpellier, 2012, pages 179-183.
- Algérie, la nahda des Lettres, la renaissance des mots, Revue des littératures de langue française N° 19, Printemps 2015, Riveneuve éditions, pages 133-138.
- Anthologie « Humanité dans le noir - Poèmes de poètes francophones du monde arabe » de Thor Stefansson, Reykyavik, Islande, 2014, pages 94-98.
- Diwan du Jasmin meurtri, anthologie poétique d’Abdelmadjid Kaouah, Chihab Éditions, Alger, 2016, pages 238-240.
- Algérie Littérature/Action n° 205-206, Hamid Nacer-Khodja : lui, nous, et Jean Sénac, Marsa Éditions, Paris, 2017, pages 25-28.
- Éternel Mammeri - Un intellectuel pas comme les autres, sous la direction de Amin Zaoui, Éditions Tafat, Alger, 2017, pages 102-106.
- 12X12, Poésie contemporaine des deux rives, revue annuelle de poésie, Éditions 12X12 et Autre Sud, Alger-Corse, Alger, 2018.

## En collaboration
- Malika Mokeddem à part entière (avec Malika Mokeddem), éditions Sedia, 2007
- Nadia Roman, Lazhari Labter et Marie Mahler, Kalimagier, éditions du Ricochet, 2010,  (ISBN 978-2-35263-030-2)

## Anthologies
- Ali El Hadj Tahar, Encyclopédie de la poésie algérienne de langue française, 1930-2008 (en deux tomes), Alger, Éditions Dalimen, 2009, 956 pages  (ISBN 978-9961-759-79-0)

## Édition et coédition
- Hakim Laâlam, Pousse avec eux, chroniques 2001, Alger, 2007,  (ISBN 9947-827-00-3)
- Hakim Laâlam, Pousse avec eux, chroniques 2002, Alger, 2007,  (ISBN 9947-827-01-1)
- Hakim Laâlam, Pousse avec eux, chroniques 2003, Alger, 2007,  (ISBN 9947-827-02-X)
- Hakim Laâlam, Pousse avec eux, chroniques 2004, Alger, 2007,  (ISBN 9947-827-03-8)
- Hakim Laâlam, Pousse avec eux, chroniques 2005, Alger, 2007,  (ISBN 9947-827-04-6)
- Hakim Laâlam, Pousse avec eux, chroniques 2006, Alger, 2007,  (ISBN 978-9947-827-07-9)
- Rina Sherman, Le Huitième mort de Tibhirine, Alger, 2007,  (ISBN 9947-827-05-4) et  éditions Tatamis, Paris, 2007.
- Ramy Belkacem-Boualem, La Chaîne étoilée, Alger, 2007,  (ISBN 978-9947-827-10-9)
- Djilali Beskri, الرحلة الثامنة للسندباد (Le Huitième voyage de Sindbad), 2007,  (ISBN 978-9947-827-11-6)
- Hocine Belalloufi, Grand Moyen-Orient : Guerres ou paix ? Plaidoyer pour une nouvelle révolution arabe, essai, Alger, 2008,  (ISBN 978-9947-827-31-4)
- Nadia Roman et Pascal Vilcollet, Le Réveil, littérature jeunesse, Alger, 2008,  (ISBN 978-9947-827-16-1)
- Nadia Roman et Pascal Vilcollet, الاستيقاض  (Le Réveil), littérature jeunesse, Alger, 2008,  (ISBN 978-9947-827-15-4)
- Nadia Khouri-Dagher, Hammam et Beaujolais, chroniques, Alger, 2008,  (ISBN 978-9947-827-43-7) et éditions Zellige, Paris, 2008
- Farid Benyoucef, Le noir te va si mal, roman, Alger, 2008,  (ISBN 978-9947-827-38-3)
- Amar Belkhodja, La plume contre le sabre : Mohamed Bensalem Laghouati, histoire, Alger, 2008,  (ISBN 978-9947-827-35-2)
- Yasmina Khadra/Mohamed Bouslah, Le Dingue au bistouri – Commissaire Llob, BD, Alger, 2008,  (ISBN 978-9947-827-14-7)
- Lazhari Labter, La Cuillère et autres petits riens, récits, Alger, 2009,  (ISBN 978-9947-827-17-8)
- Fadéla Chaïm-Allami, Sur ma terrasse algéroise – D’aimer c’est un peu vivre, récit, Alger, 2009,  (ISBN 978-9947-827-21-5)
- André Lecourtois, Algérie années 50, un prêtre témoigne, témoignage, Alger, 2009,  (ISBN 978-9947-827-38-3)
- El Hadi Hamdikène/Abderrahmane Djelfaoui, Solitudes, Alger, 2009, photos d’art et poésie,  (ISBN 978-9947-827-29-1)
- Zoubeida Mameria, L’Envers de la médaille, roman, Alger, 2009,  (ISBN 978-9947-827-20-8)
- Rina Sherman, ضحية تبحرين الثامنة (Le Huitième mort de Tibhirine), Alger, récit, 2009,  (ISBN 9947-827-05-4)
- Alain-Guy Moukolo Monny dit Almo, Zamzam le tiers-mondiste – Les Mbénguètaires, BD, Alger, 2009,  (ISBN 978-9947-827-22-2)
- Lazhari Labter, Panorama de la bande dessinée algérienne 1969-1999, essai, Alger, 2009,  (ISBN 978-9947-827-28-4)
- Hocine Belalloufi, الشرق الأوسط الكبير- حروب أم سلام ؟ – مرافعة من اجل ثورة عربية جديدة  (Grand Moyen-Orient : Guerres ou paix ? Plaidoyer pour une nouvelle révolution arabe), essai, (coédition avec Dar Al Farabi – Beyrouth), 2009,  (ISBN 978-9947-827-30-7 et 978-9953-71-348-9)
- Djilali Beskri, الرحلة الثامنة للسندباد (Le Huitième voyage de Sindbad), roman, (coédition avec Dar Al Farabi, Beyrouth), 2009,  (ISBN 978-9953-71-318-2)
- Amar Belkhodja, La Passion de l’autre, poésie, Alger, 2009,  (ISBN 978-9947-827-33-8)
- Nadia Roman/Lazhari Labter/Marie Mahler, Kalimagier, (édition bilingue), imagier, Alger, 2010,  (ISBN 978-9947-827-25-3)
- Vanessa Soltani, Un aller-simple pour Alger, récit, Alger, 2010,  (ISBN 978-9947-827-12-3)
- Francis Pornon, En Algérie, sur les pas de Jean Boudou, carnet de voyage, Alger, 2010,  (ISBN 978-9947-827-26-0) et Vent Terral éditions, 2011,  Îles Vierges britanniques (BNF 42484466)
- Hafsa Saifi, L’aube nous vêt d’une robe blanche, poésie, Alger, 2010,  (ISBN 978-9947-827-09-3)
- Mohammed Taouti, Le dernier saut de Leucade, nouvelles, Alger, 2010,  (ISBN 978-9947-827-18-5)
- Edimo/Mbumbo, Malamine, un Africain à Paris, BD, Alger, 2010,  (ISBN 978-9947-827-28-4)
- Nadia Roman et Nechwa Djeghri, L’arbre aux pièces d’argent, (histoire adaptée de La Cuillère et autres petits riens de Lazhari Labter), littérature jeunesse, Alger, 2010
- Mahmoud Aroua, L’enfant qui ne pleure jamais, récit, Alger, 2011,  (ISBN 978-9947-827-37-6)
- Said Sabaou, Mondialé ! L’Éveil (tome I), BD, Alger, 2011,  (ISBN 978-9947-827-13-0)
- Said Sabaou, Mondialé ! L’Ascension (tome II), BD, Alger, 2011,  (ISBN 978-9947-827-50-5)
- Monia Boulila, امْتَلأْتُ بِكَ (Je me suis emplie de toi) poésie, Alger, 2011,  (ISBN 978-9947-827-52-9)
- Lazhari Labter, La Cuillère et autres petits riens, récits, Alger, 2011,  (ISBN 978-9947-827-51-2)
- Leila Hamoutene, Sami et la planète bleue, récit, Alger, 2011  (ISBN 978-9947-827-53-6)
- Keltoum Staali, Le mimosa de décembre, récit, Alger, 2011,  (ISBN 978-9947-827-27-7)
- Amine Labter, Vit’amine !, dessins de presse, Alger, 2011,  (ISBN 978-9947-827-55-0)
- Hocine Belalloufi, La démocratie en Algérie (coédition Apic), essai, Alger, 2012,  (ISBN 978-9947-827-56-7 et 978-9961-769-81-2)
- André Lecourtois, Algérie années 50 – un prêtre témoigne, témoignage, Alger, 2013,  (ISBN 978-9947-827-60-4)
- André Lecourtois, جزائر الخمسينيات شهادة قس (Algérie années 50 – un prêtre témoigne), témoignage, Alger, 2023,  (ISBN 978-9947-827-59-8)
- Abderrahmane Chergou, Aïcha et autres nouvelles fanées, nouvelles, Alger, 2013,  (ISBN 978-9947-827-58-1)
- Djanina Messali Benkelfat, Une vie partagée avec Messali Hadj, mon père, (coédition avec Hibr édition), témoignage, Alger, 2013,  (ISBN 978-9947-827-63-5 et 978-9947-838-85-3)
- Rim Gomri النساء انتظار...   (Les femmes sont attente), poésie, Alger, 2014,  (ISBN 978-9947-827-62-8)
- Sonia Khodhr, معطرة أمضي اليه... (Parfumée, je vais à lui, traduction Monia Boulila), poésie, édition bilingue, Alger, 2014,  (ISBN 978-9947-827-61-1)
- Abdelkader Bouzid dit Abou El Fatah, L’arme des transmissions, (coédition avec Pixal communication), témoignage, Alger, 2014,  (ISBN 978-9947-827-70-3 et 978-9931-447-05-4)
- Fatima-Zohra Mahieddine dit Zola, The Devil’s dream – Possession, BD, Alger, 2014,  (ISBN 978-9947-827-74-1)
- Selma Guettaf, J’aime le malheur que tu me causes – Les tribulations d’une adolescente algérienne paumée, roman, Alger, 2014,  (ISBN 978-9947-827-75-8)
- Joe Okitowonya Malandy, L’évangile selon Joe, récit, Alger, 2014,  (ISBN 978-9947-827-73-4)
- Nesrine Sellal, Journal intime d’une condamnée à vivre, nouvelles, Alger, 2014,  (ISBN 978-9947-827-54-3)
- Sabrina Challal, Comme un souffle sur ma nuque, poésie, Alger, 2014,  (ISBN 978-9947-827-77-2)
- Saida Otmanetolba, Je m’excuse pour le bonheur, poésie, Alger, 2014,  (ISBN 978-9947-827-72-7)
- Marc Bonan/Hamid Nacer-Khodja, La profonde terre du verbe aimer (De bouche à oreille/Après la main), poésie, Alger, 2015,  (ISBN 978-9947-827-80-2)
- Mohamed Sehaba, Le poème que cherchait ma mère au milieu de 46 autres de la lumière du désir et de l’agonie, poésie, Alger, 201,  (ISBN 978-9947-827-81-9)
- Bachir Mefti, والأرض تحترق بالنجوم (Et la terre se brûle aux étoiles), poésie, Alger, 2015  (ISBN 978-9947-827-85-7)
- Thouraya Romdane, عارية أنام والخطايا (Nue, je dors avec les péchés), poésie, Alger, 2015,  (ISBN 978-9947-827-84-0)
- Kamel Benyaa, Mes souvenirs au passé composé – Sidi Aïch (1952 – 1962), témoignage, (coédition avec Pixal Communication), Alger, 2015,  (ISBN 978-9947-827-83-3 et 978-9931-447-06-1)
- Kheira H., Halte, les filles ! L’amour entre illusion et chute, Alger, 2015, récit,  (ISBN 978-9947-827-82-6)
- Fadhila El Farouk, دمي ابن يا بحبك منهكة (Épuisée par ton amour ô fils de mon sang), poésie, Alger, 2015,  (ISBN 978-9947-827-88-8)